# Prokopiusz I (patriarcha Jerozolimy)
Prokopiusz I (zm. 1788) – prawosławny patriarcha Jerozolimy w latach 1787–1788.